# Fort II w Poznaniu
Fort II (Stülpnagel, Aleksandra Kraszewskiego) – jeden z 18 fortów wchodzących w skład Twierdzy Poznań. Znajduje się na Żegrzu przy ulicy Obodrzyckiej. 

## Historia
Zbudowany został w latach 1878–1882, w pierwszym etapie budowy twierdzy fortowej. Wykonawcą robót była firma Degen Forsten und Wilhelmi, koszt budowy wyniósł 2 mln marek, a do prac wykorzystano także jeńców francuskich.
Fort otrzymał nazwę Stülpnagel, na cześć Friedricha von Stülpnagela. W 1931 zmieniono patronów na polskich, Fort II otrzymał imię Aleksandra Kraszewskiego.
W 1941 obiekt zajęła firma Telefunken Gesellschaft fur drahtlose Telegraphie i ulokowała tam produkcję.
W 1945, podczas bitwy o Poznań, 1083 pułk piechoty próbował zdobyć fort nacierając od południowego wschodu (po zdobyciu Fortu Ia) i zachodu. Walki trwały od 4 do 7 lutego 1945. 8 lutego 1945, po opanowaniu Rataj, niemiecka załoga opuściła fort, a oddziały broniące Żegrza wycofały się.
Po II wojnie światowej fort był użytkowany przez wojsko, milicję, a później wykorzystywany na cele magazynowe.
Teren fortu wchodzi w skład obszaru Natura 2000 (obszar specjalnej ochrony SOO „Fortyfikacje w Poznaniu”, symbol PLH300005). Obiekt jest zachowany w bardzo dobrym stanie, brak jakichkolwiek zniszczeń budowlanych, roślinność nie jest dziko rozrośnięta. Część fortu została poddana rewitalizacji przez Stowarzyszenie Lepszy Świat. W latach 2014– 2017 fortem opiekowała się Fundacja Familijny Poznań.  Od 2018 roku fort był pod opieką Fundacji Fort, która planowała jego rewitalizację. Chciała stworzyć na Żegrzu Fort Kultury. 

## Lokalizacja i konstrukcja

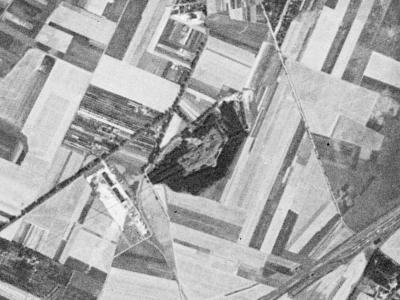
Zdjęcie satelitarne fortu (1965).

Zbudowany na narysie symetrycznego sześcioboku. Dojazd zapewniała droga forteczna i droga rokadowa (ul. Obodrzycka i Forteczna), dojazd do miasta – ulica Rzeczańska.
Kąt między odcinkami czoła – 140°. Otoczony jest wałami: artyleryjskim z 13 trawersami i piechoty. Majdan podzielony jest nasypem. Obiekty otoczone są suchą fosą (szerokość 9–10 m i głębokość 9 m), o murowanych skarpach i 3 kaponierach (czołowa i dwie barkowe) .

### Przebudowy
W latach 1888–1889 fort wzmocniono, a na skrzydłach dobudowano sześciostanowiskowe baterie. W latach 1913–1914 na przeciwskarpie wybudowano dwa betonowe schrony dla drużyn przeciwszturmowych. W tym samym okresie przemurowano niektóre wejścia zaopatrując je w nowe drzwi.
Po 1941, po zajęciu obiektu na cele produkcyjne, wybudowano bocznicę kolejową oraz rampę rozładowczą, które znajdowały się w części szyjowej. Fosa została zadaszona, jej dno pokryte posadzką betonową, i wykorzystana jako hale produkcyjne.
W latach 80. XX wieku została zlikwidowana bocznica kolejowa do fortu.